# Håkon Gangstad
Håkon Gangstad (20 januari 2002) is een Noors voetballer die als verdediger voor Ranheim Fotball speelt.

## Carrière
Gangstad begon te voetballen in de jeugd van het Noorse Rosenborg BK. In april 2021 maakte hij de overstap maakte naar de beloftenploeg van PEC Zwolle. In zijn eerste seizoen kwam hij niet verder dan meetrainen met de hoofdmacht en dit gebeurde in de voorbereiding van het tweede seizoen opnieuw. In de wedstrijd tegen Telstar mocht hij zijn eerste minuten maken in de hoofdmacht. Na de promotie naar de Eredivisie werd zijn uitzicht op speelminuten minder waardoor hij transfervrij mocht vertrekken naar het Noorse Ranheim Fotball.

### Carrièrestatistieken
| Seizoen                         | Club            | Land\|          | Competitie      | Competitie | Competitie | Beker | Beker | Internationaal | Internationaal | Overig | Overig | Totaal | Totaal |
| Seizoen                         | Club            | Land\|          | Competitie      | Wed.       | Dlp.       | Wed.  | Dlp.  | Wed.           | Dlp.           | Wed.   | Dlp.   | Wed.   | Dlp.   |
| ------------------------------- | --------------- | --------------- | --------------- | ---------- | ---------- | ----- | ----- | -------------- | -------------- | ------ | ------ | ------ | ------ |
| 2022/23                         | PEC Zwolle      | Nederland       | Eerste divisie  | 1          | 0          | 0     | 0     | –              | –              | 0      | 0      | 1      | 0      |
| 2023/24                         | Ranheim Fotball | Noorwegen       | 1. divisjon     | 0          | 0          | 0     | 0     | –              | –              | 0      | 0      | 0      | 0      |
| Carrière totaal                 | Carrière totaal | Carrière totaal | Carrière totaal | 1          | 0          | 0     | 0     | 0              | 0              | 0      | 0      | 1      | 0      |
| Bijgewerkt tot 17 augustus 2023 |                 |                 |                 |            |            |       |       |                |                |        |        |        |        |

## Interlandcarrière
Noorwegen onder 18
Op 7 februari 2020 debuteerde Gangstad in het Noorwegen –18, tijdens een vriendschappelijk duel tegen Roemenië –18. De wedstrijd eindigde in 3–2.
| Interlands van Håkon Gangstad voor Noorwegen –18 | Interlands van Håkon Gangstad voor Noorwegen –18 | Interlands van Håkon Gangstad voor Noorwegen –18 | Interlands van Håkon Gangstad voor Noorwegen –18 | Interlands van Håkon Gangstad voor Noorwegen –18 | Interlands van Håkon Gangstad voor Noorwegen –18 |
| ?                                                | Datum                                            | Wedstrijd                                        | Uitslag                                          | Soort Wedstrijd                                  | Doelpunten                                       |
| Als speler bij Rosenborg BK                      | Als speler bij Rosenborg BK                      | Als speler bij Rosenborg BK                      | Als speler bij Rosenborg BK                      | Als speler bij Rosenborg BK                      | Als speler bij Rosenborg BK                      |
| ------------------------------------------------ | ------------------------------------------------ | ------------------------------------------------ | ------------------------------------------------ | ------------------------------------------------ | ------------------------------------------------ |
| 1.                                               | 7 februari 2020                                  | Roemenië – Noorwegen                             | 2 – 3                                            | Vriendschappelijk                                | 0                                                |
| 2.                                               | 9 februari 2020                                  | Turkije – Noorwegen                              | 2 – 1                                            | Vriendschappelijk                                | 0                                                |